# Siegfried Engel
Friedrich Wilhelm Konrad Siegfried Engel, conosciuto come "il boia di Genova" (Warnau an der Havel, 3 gennaio 1909 – Amburgo, 4 febbraio 2006), è stato un militare e criminale tedesco condannato all'ergastolo in contumacia per la Strage della Benedicta (147 fucilati), per la Strage del Turchino (59 fucilati), per l'Eccidio di Portofino (22 fucilati) nel 1944 e per la Strage di Cravasco, nei pressi di Campomorone (20 fucilati) nel 1945.

## Biografia
A soli 15 anni si iscrisse a un'organizzazione giovanile nazista e nel 1931 entrò nella Gioventù hitleriana; in seguito entrò nelle SA, di cui fece parte dal 1932 al luglio 1934, uscendone circa un mese dopo la notte dei lunghi coltelli.
Poco dopo essersi laureato in filosofia, divenne membro delle SS il 28 gennaio 1936 con la tessera n° 272593; divenne poi membro dello Sicherheitsdienst, il servizio di sicurezza delle SS e, in poco di più di due anni, il 30 gennaio 1939 venne promosso Hauptsturmführer (capitano). Dopo lo scoppio della seconda guerra mondiale venne inviato a Oslo, dove operò dal 25 aprile al 1º dicembre 1940. Tornato dalla Norvegia occupata, il 29 gennaio 1941 venne nominato Sturmbannführer (maggiore).
Il 5 gennaio 1944 divenne capo dell'Aussenkommando Sipo-SD a Genova ed il 30 gennaio 1945 fu promosso Obersturmbannführer (tenente colonnello).

### La Strage della Benedicta e la Strage del Turchino
Il 7 aprile 1944 i nazifascisti, guidati da Engel, fucilarono 147 partigiani e altri caddero in combattimento, dopo aver circondato la Brigata Autonoma Alessandria e la 3ª Brigata Garibaldi Liguria in località Benedicta di Bosio; altri 59 partigiani, fatti prigionieri, furono poi fucilati nella Strage del Turchino il 19 maggio 1944, al Passo del Turchino. Altri quattrocento partigiani furono catturati in seguito a rastrellamenti e avviati alla deportazione nel lager di Mauthausen: duecento di loro riuscirono fortunosamente a scappare dal treno che si dirigeva al lager. Alla Strage della Benedicta riuscì a sopravvivere alle fucilazioni Giuseppe Ennio Odino, perché creduto morto. Engel, inoltre, guidò i nazifascisti nella battaglia di Pertuso e nella battaglia di Cantalupo, dove venne ucciso Fiodor, entrambe in val Borbera.

### La Strage di Portofino
Nella notte tra il 2 e il 3 dicembre 1944 22 partigiani vennero prelevati dalla IV Sezione del carcere di Marassi, poi vennero legati reciprocamente con filo di ferro con pesanti pietre come zavorra e furono caricati su alcune barche, fucilati e gettati in mare al largo di Portofino, nei pressi della località Olivetta. Le ragioni di questo eccidio sono tuttora oscure.

### La Strage di Cravasco
Il 23 marzo 1945, su ordine di Engel, per l'uccisione di nove militari tedeschi vennero prelevati dal carcere di Marassi di Genova venti antifascisti, che avevano già subito torture alla Casa dello Studente. Furono caricati su un camion e portati nei pressi del cimitero di Cravasco, frazione di Campomorone per essere fucilati.

### La Casa dello Studente a Genova
La Casa dello Studente, sede delle SS di Genova guidate da Engel, divenne sede di torture dal 1943 al 1945, anche continuate per mesi contro partigiani e anche contro civili.

### Processi e morte
Nel 1996 Engel fu indagato per "reato continuato di violenza in concorso con omicidio in danno di cittadini italiani" dalla procura militare presso il Tribunale militare di Torino: fu in seguito rinviato a giudizio e condannato all'ergastolo in contumacia il 15 novembre 1999, condanna che non scontò, dato che le autorità tedesche non concessero mai l'estradizione richiesta dal ministero di Giustizia italiano.
Nel marzo 2000, però, la procura di Amburgo richiese gli atti processuali a quella di Torino per riprocessare Engel in Germania; nel 2002 fu condannato a sette anni, che non sconterà mai, dal tribunale di Amburgo.
Morì ad Amburgo, nel quartiere di Lokstedt, in Siebenschön 19, a 97 anni di età, senza aver mai scontato nulla per i propri crimini.